# Bug-Jargal
Bug-Jargal est le premier roman de Victor Hugo. Écrit par l’auteur, en quinze jours à la suite d’un pari, à l’âge de seize ans, le conte Bug-Jargal paraît dans la revue Le Conservateur littéraire en 1820 mais le roman, version remaniée du conte, ne sera édité pour la première fois qu’en 1826.

## Résumé
Pierrot, qui bientôt sera Bug-Jargal, un Noir, esclave d'un riche colon de Saint-Domingue, ose porter ses regards sur Marie, la fille de son maître, qui révèle le fait à son fiancé, Léopold d'Auverney. Pierrot se cache, mais veille sur Marie et la sauve alors qu'elle allait devenir la proie d'un crocodile.
D'Auverney se fait par suite le protecteur de Pierrot. Sur ces entrefaites, éclate la grande révolte des Noirs de Saint-Domingue (car ceci se passait en 1791). La vie et les plantations du père de Marie ne sont point épargnées, et Marie elle-même est enlevée au milieu du désordre et emportée au loin dans les bras d'un esclave. D'Auverney se met à la poursuite du ravisseur, mais il est pris par les rebelles, et il allait mourir lorsqu'il est sauvé par l'intervention de Pierrot, qui s'appelle maintenant Bug-Jargal, devenu chef de la conspiration des Noirs, et devant qui tous s'inclinent. L'ancien esclave, qui se souvient, ne borne point là sa reconnaissance ; il veut la pousser jusqu'à l'abnégation la plus sublime et, après avoir délivré d'Auverney, il le conduit vers Marie, car c'est lui qui, pendant l'incendie, au milieu de la révolte, l'avait emportée
dans ses bras et déposée en lieu sûr pour la conserver à son amant. Mais, pour délivrer son ami, Pierrot avait dû obtenir la permission de quitter le fort Galifet, où il était détenu prisonnier, et laisser à titre d'otages dix de ses compagnons. D'un autre côté, le farouche et ridicule Biassou, sang-mêlé, qui commandait une partie des Noirs révoltés, avait informé les colons que d'Auverney serait mis à mort au coucher du soleil : au moment de
l'exécution, un drapeau noir flotterait sur le plus élevé des pics de la montagne ; en représailles, les Blancs devaient mettre à mort les dix Noirs de Bug-Jargal, si celui-ci ne délivrait pas d'Auverney ou ne revenait se remettre entre leurs mains. D'Auverney échappe, à l'insu de Biassou qui le croit mort et fait arborer le fatal drapeau.
Bug-Jargal, à la vue du funeste signal, interrompt une douce causerie avec son ami, et va se faire fusiller par les Blancs.

## Genèse
Pour écrire cette œuvre Victor Hugo s'est inspiré notamment d'Adonis, ou le bon nègre, anecdote coloniale, roman de Jean-Baptiste Picquenard paru en 1798.
De nombreux détails permettent de reconnaître, derrière les deux personnages principaux, deux hommes qui ont réellement existé : Louis-Pantaléon de Noé, propriétaire d'esclaves à Saint-Domingue, et le héros de l'indépendance haïtienne, Toussaint Louverture.

## Éditions
Choix d'éditions du vivant :
- Bug-Jargal, Paris, Urbain Canel, 1826. In-18. Édition originale.
- Bug-Jargal : Troisième édition, Paris, Gosselin et Bossange. 1829. 3 volumes, in-12.
- Bug-Jargal. Septième édition, Bruxelles, Louis Hauman et Cie, 1834. In-18. Contrefaçon belge.
- Bug-Jargal, Paris, illustrations par Jean-Adolphe Beaucé et Édouard Riou, Hetzel, 1876    (Wikisource).

Choix d'éditions posthumes :
- Bug-Jargal, Paris, texte établi par Gustave Simon, Imprimerie Nationale ; Ollendorff, 1910    (Wikisource).
- Bug-Jargal (première version), Paris, Imprimerie Nationale ; Ollendorff, 1910    (Wikisource).